# Polygonia silvius
Polygonia silvius är en fjärilsart som beskrevs av Edwards 1874. Polygonia silvius ingår i släktet Polygonia och familjen praktfjärilar. Inga underarter finns listade i Catalogue of Life.